# براندان أوكونور (جندي)
براندان أوكونور (بالإنجليزية: Brendan O'Connor)‏ هو جندي أمريكي، ولد في عقد 1960 في West Point, New York ‏ في الولايات المتحدة.